# Агни-II
Агни-II — индийская двухступенчатая твердотопливная баллистическая ракета средней дальности мобильного базирования.
Может являться носителем ядерного заряда. В настоящее время ракета развернута и продолжается её производство.
В зоне поражения ракеты Агни-2 лежит большая часть западной, центральной и южной части Китая.

## История
Разработка данной ракеты была начата в марте 1998 года по решению правительства Индии на основе ракет «Агни» и «Притхви».
В апреле 2002 года принята на вооружение индийской армии.

## Описание
В качестве первой ступени использована Агни-1.
Время развёртывания комплекса составляет около 15 минут. Базирование комплекса осуществляется на мобильной железнодорожной или автомобильной платформе (на базе тягача Tatra TELAR), что позволяет перемещать комплекс и осуществлять стрельбу из любой точки страны.

## Тактико-технические характеристики
- Принята на вооружение: 2002 год
- Дальность: около 2500 км
- Стартовый вес: 16000 кг
- Длина: 20 м
- Диаметр: 1 м
- Масса ПГ : 250-1000 кг
- Тип ГЧ: ядерная